# Skovburre
Skovburre (Arctium nemorosum), ofte skrevet skov-burre, er en 80-150 centimeter høj plante i kurvblomst-familien. Den har store blomsterkurve, der sidder på bueformet udstående grene.

## Beskrivelse
Skovburre er en toårig urt med matgrønne blade, der er filtede på undersiden og glatte på oversiden. De 3-4 centimeter brede kurve sidder på bueformet udstående grene. Kurvens svøbblade er mere eller mindre hvidfiltede. Både de indre og ydre svøbblade har en indadbøjet, krogformet spids, hvilket skiller arten fra filtet burre, hvor de indre svøbblade har ret spids. Blomsterne har rød krone og blå støvknapper.

## Udbredelse
Arten er udbredt i Europa.
I Danmark er skovburre temmelig almindelig på frodig og fugtig bund i skove. Den er dog sjælden i Vest- og Nordjylland. Blomstringen sker i juli til september.